# William B. Franklin
William Buel Franklin (York, 1823. február 27. –‎ Hartford, 1903. március 8.) az Amerikai Egyesült Államok hivatásos katonatisztje, az Uniós hadsereg vezérőrnagya volt az amerikai polgárháború folyamán. Osztályelsőként végzett a West Point katonai akadémián és topográfiai mérnökként kapott beosztást. 1845-ben részt vett a Sziklás-hegységbe vezetett expedíción. Harcolt a Mexikói–amerikai háború a Buena Vista-i csatában. 1859-ben átvette a Kapitólium épületének mérnöki felülvizsgálati feladatát, 1861-ben pedig a Kincstár épületével tette ugyanezt. A polgárháború kitörésével ezredesi rangot kapott, majd 1862-ig fokozatosan a VI. hadtest parancsnokának rangjáig emelkedett a Potomac Hadsereg kötelékében. Számos ütközetben vett részt a keleti hadszíntér harcaiban. A Fredericksburgi csata után kinevezték felettesének Joseph Hookert, aki alacsonyabb rangú volt nála, eltávozást kért és visszatért a hadügyminisztérium állományába. Robert E. Lee konföderációs tábornagy Pennsylvaniai hadjárata elől kénytelen volt szülővárosából, Yorkból elmenekülni. 1863 tavaszán a Mississippintúli katonai körzet és a XIX. hadtest parancsnoka lett. 1864 márciusában Nathaniel P. Banks vezérőrnagy parancsnoksága alatt elindult a Red River hadjáratban Nyugat-Louisiana elleni műveletre, ahol a Mansfieldi csatában megsebesült a lábán, de csapataival maradt. Sebe egyre rosszabb állapotba került, ezért kalandos úton visszatért Washingtonba. Sebesülése jelentősen akadályozta a további szerepvállalásban és a Ulysses S. Grant altábornagy nevével fémjelzett hadseregvezetés sem adott neki pozíciót. 1865-től teljesen leszerelt és először a Colt fegyvergyárának alelnöke lett, mely pozíciót 1888-ig töltötte be. 1872-től a connecticuti állami törvényhozás épületének főmérnöke lett. 

## Ifjúsága és katonai karrierjének kezdete

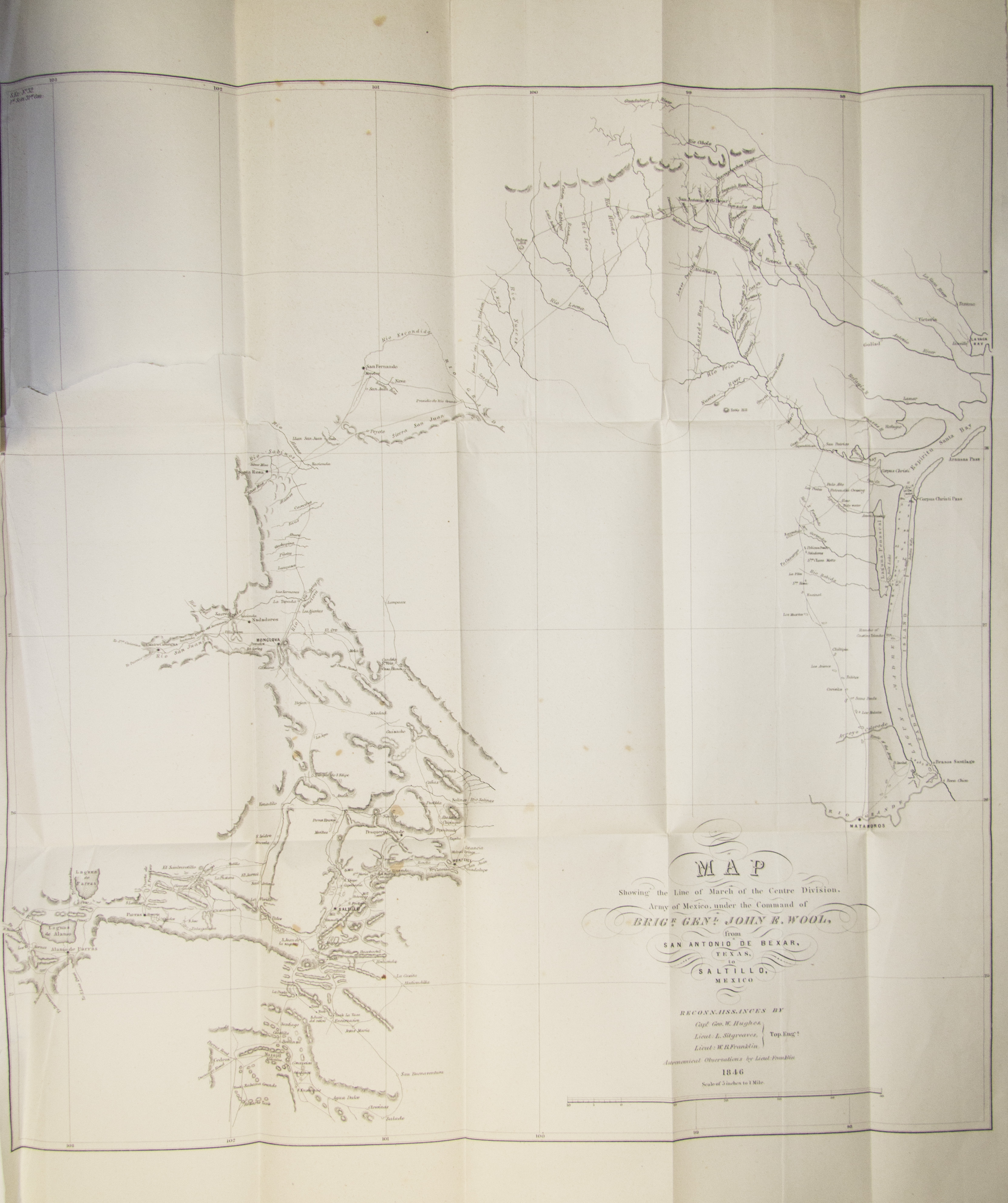
Hughes, Sitgreaves, és Franklin készítette térkép, mely John E. Wool dandártábonrok irányította a középső hadosztályának menetvonalát ábrázolja San Antoniotól Bexartól a mexikói Saltillóig, 1846-1850

William B. Franklin a Pennsylvania állambeli York városában született. Apja Walter S. Franklin politikus, anyja Sarah Buel volt. Apja a Kongresszus alsóházának titkárságán dolgozott 1833-tól 1838-ig. Egyik nagyapja, Samuel Rhoads tagja volt a Kontinentális Kongresszusnak és Pennsylvaniát képviselte.
James Buchanan, az Egyesült Államok későbbi elnöke, ekkoriban szenátorként szolgált és ő ajánlotta Franklint a West Point katonai akadémiára 1839. júniusában. Franklin az 1843-as évfolyamban az első számú tanulmányi eredménnyel végzett és ennek alapján topográfiai mérnöki beosztást nyert a hadseregben. Első megbízatása a Nagy-tavak környékén végzett felmérésnél való segítségre szólította. Ezután a Sziklás-hegységbe küldték két évre, hogy Stephen W. Kearny expedíciójában legyen földmérő. A Mexikói–amerikai háborúban John E. Wool tábornok beosztottjaként szolgált és címzetes elöléptetést kapott főhadnagyi rangra a Buena Vista-i csatában tanúsított előmeneteléért.
Mexikóból való hazatérése után különböző mérnöki feladatokat kapott a hadügyminisztériumtól Washington Washington városában. 1857-ben előléptették századossá, a Világítótorony bizottság hadseregmérnöki titkárságának tagja lett. Feladata a rengeteg már létező világítótorony és az újak építési feladatainak felügyelete volt az atlanti partokon  New Hampshire-ben és Maine államban. 1859 novemberében átvette a Kapitólium épületének építési igazgatását Montgomery C. Meigstől. 1861 máriusában, közvetlenül a polgárháború kitörése előtt Washingtonban kinevezték a pénzügyminisztérium épületének építési igazgatójának.
1852-ben Franklin feleségül vette Anna L. Clarke-ot, Matthew St. Clair Clarke leányát, aki apját megelőzve dolgozott a Kongresszusi alsóház titkárságán. A házaspárnak nem születtek gyermekei.

## A polgárháborúban

### A keleti hadszíntéren

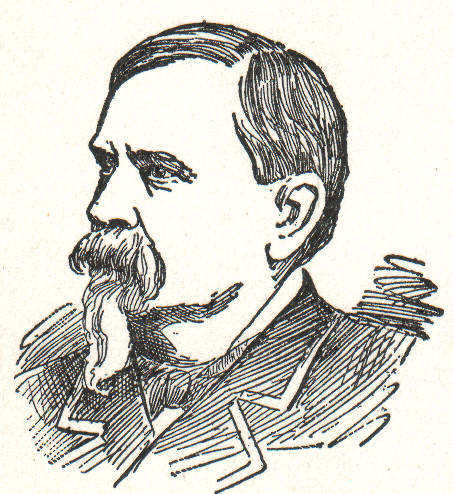
1914-ben kiadott könyv rajza Franklinről.

Franklin 1861. június 18-án lett a 12. US gyalogezred ezredese. A Bull Run-i csatában dandárparancsnoki beosztásban vett részt. A vereség után a hadsereg parancsnokát, Irvin McDowell vezérőrnagyot felmentették és helyére George B. McClellan vezérőrnagyot nevezték ki. McClellan mint West Pointot végzett uniós tisztet hadosztályparancsnokká emelte az újraszervezett Potomac hadseregben. Augusztus 20-án nevezték ki az önkéntes erők dandárparancsnokának, melynek hatályát visszadátumozták május 17-re. 1862 máricusában McClellan a már meglevő négy hadtest mellett kinevezte Fitz John Portert és Franklint is hadtestparancsnokká. Franklin kapta a VI. hadtest irányítását, melyet a Virginiai-félszigeti hadjáratban vezetett. A VI. hadtest nem harcolt kimerítően a Hétnapos hadjárat folyamán sem, eltekintve a 2. hadtesttől, amelyet erősítésként a súlyos küzdelemben álló V. hadtest segítségére küldtek Gaines' Mill-i ütközetben. A Hétnapos hadjárat visszavonulása után a hadsereg Harrison's Landingnél alakított ki erődített állást és várakozott a Virgniai egyéb részein küzdő erősítésekre. 1862. július 4-én előléptették vezérőrnaggyá. 
Franklin talán a mellőzést látva Erasmus D. Keyes vezérőrnaggyal, a IV. hadtest vezetőjével együtt a Virginia-félszigeti hadjárat abbahagyására szavazott, mikor Abraham Lincoln elnök a Harrison's Landingi látogatásán körkérdést intézett a hadtestparancsokokhoz. Az elnök döntését Henry W. Halleck vezénylő tábornok 1862. augusztus 3-án tolmácsolta és utasítást adott a hadjárat befejezésére. McClellan hadtesteit ennek értelmében vissza kellett hajózza Acquia Landingbe és onnan John Pope vezérőrnagy hadseregéhez kellett induljanak. Pope augusztus végén támadást indított Stonewall Jackson portyázó erői ellen és Franklin hadteste nem ért oda a Második Bull Run-i katasztrófához. A csatavesztés következményeképpen a Potomac Hadsereg elvesztette Pope vezetésébe helyezett bizalmát és Washingtonba visszavonulva kaotikus jelenetek alakultak ki. Félve, hogy a katonák feletti irányítást a kormányzat elveszti, Lincoln kabinetjének ellenállását is legyűrve ismét McClellan irányítása alá helyezte a hadtesteket. 1862 szeptember elején a hadsereg elindult északnyugat felé, ellenállni Robert E. Lee tábornagy Maryland államot meghódítani megkísérlő erejének. 

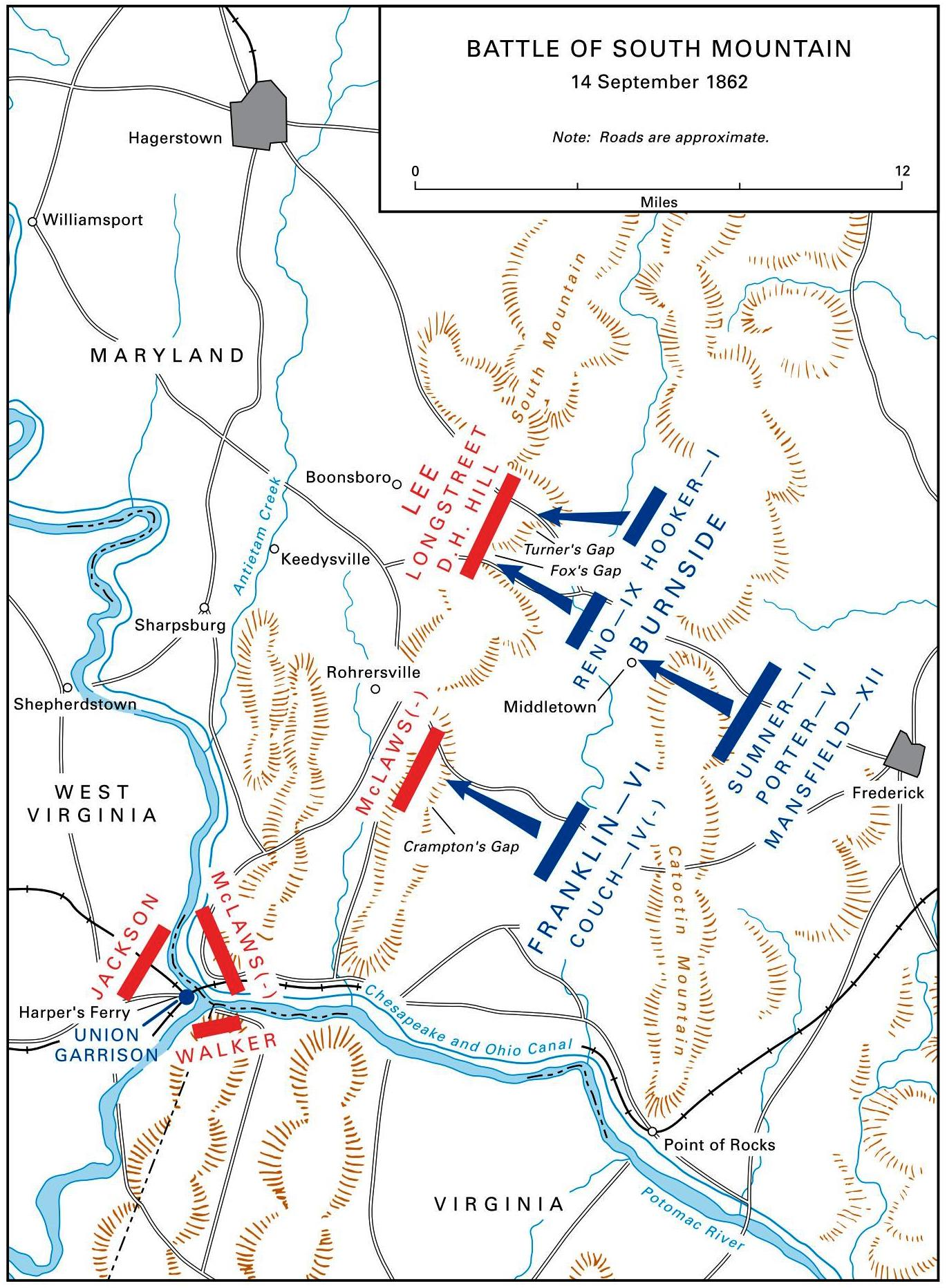
Maryland hadjárat: A South Mountain-i ütközet 1862. szeptember 14-én.

A Maryland hadjáratban McClellan három különálló oszlopban meneteltette a hadsereget. A legdélebbi oszlopnak Franklin lett a parancsnoka. Lee-nek pár nap időre lett volna szüksége, hogy Harpers Ferry helyőrségét térdre kényszerítse, majd újraegyesítse csapatait. McClellan a korábbiakkal szemben váratlanul energikusan tört előre és meghiúsította ezt a műveleti tervet. Ennek következményeképpen került sor 1862. szemptember 14-én a South Mountain-i ütközetre. A South Mountain hegyein három hágón kellett áttörni. Franklin oszlopának a legdélebbi, Cramtpon-hágó jutott, melyet Howell Cobb dandárja védett. Franklin nagy létszámfölénye ellenére kétszer is erősítést kért McClellantől, amelyet aztán nem kapott meg. Ennek ellenére az uniós katonák áttörték a védelmet és Ezra Carman szerint 887 total 130 délit megöltek, és további 759-et megsebesítettek, amivel az ellenálló erők minden harmadik emberét eliminálták. A saját veszteség 115 fő halott és 416 fő sebesült volt. Megjegyzendő, hogy a győzelem után Franklin csapatai nem üldözték és nem kerítették be Lafayette McLaws vezérőrnagy hadosztályát, pedig McClellan ezt a célt tűzte ki Franklin elé az áttöréssel. Franklin áttörése nem tudta megakadályozni Harpers Ferry bekerítését és megadását, McLaws pedig hadosztályával együtt a Potomac-folyó vonalát követve kimenekült a fenyegető bekerítésből.
Három nappal később sor került a hadjáratot eldöntő csatára Antietamnél. A Franklin által üldözött McLaws teljes erejével részt vett Lee védelmében, míg a VI. hadtest közreműködése ehhez képest eltörpült az uniós oldalon. Az V. és VI. hadtest a tartalékot képezte és Franklin sikertelenül próbálta meggyőzni Edwin V. Sumner vezérőrnagyot, hogy engedje a meggyengült konföderációs centrum ellen támadni. Sumner rangidős volt Franklinnel szemben és megtagadta ezt, így a VI. hadtest nagyrészt csak védelmi feladatot látott el.

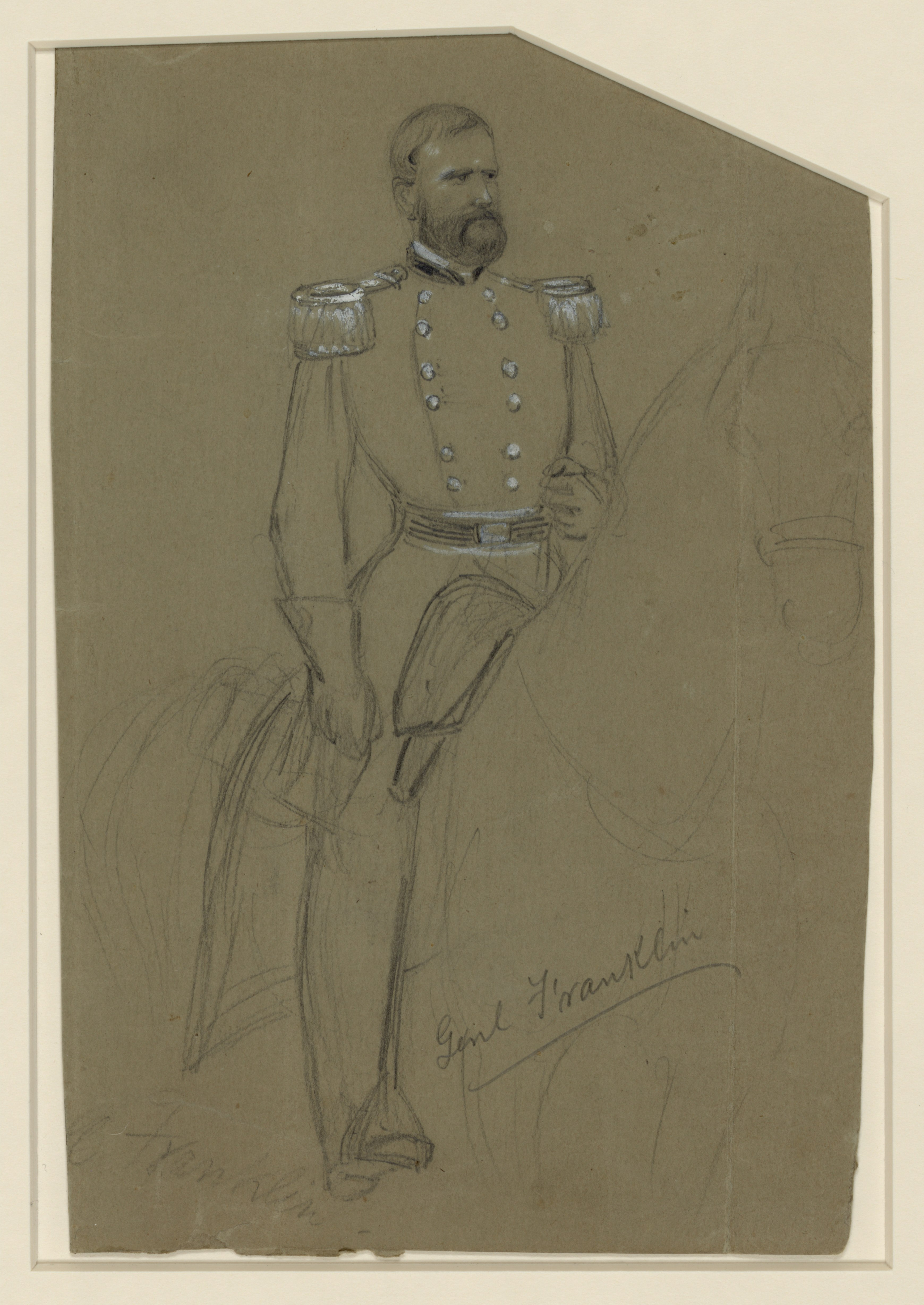
William B. Franklin 1861, Alfred Waud grafikája.

Franklin George B. McClellan politikai szövetségese volt, részben emiatt esett ki a latolgatásból, mikor az 1862. november 7-én leváltott McClellan távozását követően kellett egy új hadseregparancsnokot választani. Az új parancsnok Ambrose E. Burnside vezérőrnagy lett. 1862. december 13-án, a Fredericksburgi csata folyamán viszont ő irányította a hadsereg egyik úgynevezett nagy hadosztályát. A balszárnyi nagy hadosztály az I. és a VI. hadtest embereiből állott. Franklin előző nap részletesen átbeszélt egy tervet Burnside-dal, amelyben az ő vezénylete alatt álló balszárny kapta a szerepet, hogy áttörjön Stonewall Jackson altábornagy konföderációs védelmén, míg a másik két seregtest lefoglalta volna Lee egyéb erőit. De a részletes utasítást írott paranccsá nem fogalmazta Burnside főhadiszállása. Franklin várta a parancsot egész éjszaka és az nem jött. Reggel hét óra tájban érkezett meg az írásos utasítás, de egészen más tartalommal, mint amit Franklin várt. Az új terv Franklin értelmezése szerint arról rendelkezett, hogy neki mindössze „legalább egy hadosztályt” kell Jackson ellen mozgatnia. Mivel ilyen erővel áttörés nem volt megkísérelhető, ezért Franklin azt hitte a terv tegnap óta különösebb vele folytatott kommunikáció nélkül megváltozott és neki csak kisebb szerep jut az ütközetben. Efeletti dühében a Burnside-tól odaküldött összekötő tiszt nem merte megmondani, hogy Franklin nem érti a kapott parancsot és mivel Franklin elrendelt egy támadást, azt közölte a főhadiszállással, hogy a tervnek megfelelően járnak el. Franklin utasítást adott John F. Reynolds vezérőrnagynak, hogy indítson támadást három hadosztállyal a konföderációs jobbszárny ellen. 
Franklin csapatai azonban késve keltek át a Rappahannock-folyón Fredericksburgtől délre és emiatt nem volt tisztában vele, hogy George G. Meade vezérőrnagy, a támadást nem a konföderációs szárny megkerülésével kivitelezi, mint Burnside azt valószínűleg akarta, hanem fél mérfölddel korábban fordult a déli vonalak ellen és közvetlenül Jackson csapatainak közepébe támadott. Meade egy védtelenül maradt lyukban haladt előre körülbelül fél mérföldet. A másik két hadosztály élén David B. Birney és John Gibbon dandártábornok nem tudott vele együtt haladni, Abner Doublday pedig csak tüzérségével segített. Mindössze Meade csapatainak visszavetése és menekülése után tudta meg Franklin, hogy a támadók segítségre szorulnának. A Potomac Hadsereg parancsnoka, Burnside Franklint személyesen okolta a balsikerért, noha úgy tűnik, hogy utasítását betűre pontosan teljesítette. Mások vélemények szerint azonban Franklin nem tett eleget a parancsainak. „Ha a balszárnyi nagy hadosztály erélyesen teljesítette volna kiszabott feladatát korábban, vajon bárkiben kétség merülne fel az eredmény láttan? Én ezt nem hihetem. Ha Meade, Reynolds, vagy Hancock lett volna a parancsnok aznap biztos vagyok benne, hogy Fredericksburg nagy győezelemként vonul be a történelembe, nem pedig szörnyű mészárlásként.”
Fredericksburg után, 1862 februárjában a hadseregben elharapózott a politikai intrika, mivel hibást kellett találni a csatavesztésért. Franklin különösen élénken szervezkedett valamit, hogy felhívja a politikai vezetés figyelmét rá, hogy Burnside tekintélyének a hadseregnél befellegzett és John Newton vezérőrnagy és John Cochrane dandártábornokok segítségével levelet juttatott el Lincolnhoz ebben a témakörben. A két dandártábornok nem csak átadta a levelet, de Lincoln direkt nyilatkozatra is rábírta őket, amit kicsit nehéz volt kicsiholni belőlük, mivel a feljebbvalóra panaszkodni vagy a lázítás, vagy a parancsmegtagadás vádját vonhatja maga után. Lincoln a levél és az interjú után hívatta Burnside-ot, elmagyarázta, hogy állítsa vissza a hadseregben megrendült bizalmat és utasítást adott, hogy a további támadási tervei nem kapnak engedélyt. Burnside szörnyen dühös lett emiatt, majd a Sárdagasztás hadművelet kudarca után ultimátumszerűen rendelkezett az összes ellenségének tekintett tábornok egyidejű elbocsátásáról. Ezek körében beletartozott Franklin is. Lincoln kénytelen lett Burnside-ot leváltani, ami az elbocsátást ugyan megakadályozta, de Joseph Hookert nevezte ki a helyébe a Potomac Hadsereg parancsnokának. Hooker viszont rangban Franklin alatt állt és utóbbi úgy döntött, hogy nem hajlandó alatta szolgálni, így szabadságot kért és új beosztást a hadügyminisztériumtól.
Vezérőrnagyi rangjához illő beosztást nehéz volt találni, úgyhogy még 1863 júniusában is a Pennsylvania állambeli Yorkban tartózkodott. Mikor 1863 június 28-án Jubal A. Early vezérőrnagy konföderációs hadai a Gettysburg hadjárat alatt York felé közeledtek, Franklintől a városi polgármester kért tanácsot, hogy mit lehet tenni a város megvédése érdekében. Franklin segített Granville Haller őrnagynak a védelmi terv elkészítésében, de mivel erő nem volt az ellenállásra, ezért kénytelen volt északra menekülni. 1863 júniusában hozták létre a Department of Susquahenna hivatalát és ennek az élére összeesküvőtársát, William H. French vezérőrnagyot nevezték ki. A Burnside-dal való összetűzés renoméját meglehetősen rongáló tanúvallomásokat okozott a Kongresszus Egyesített Hadvezetési Bizottsága előtt és összességében hónapokig távoltartotta a hadseregtől.

### A Mississippin-túli hadszíntér
Franklin új beosztása az Öbölmenti hivatal parancsnoksága lett, melyet New Orleansban látott el Nathaniel P. Banks vezérőrnagy alatt. 1863 szeptemberében Franklin utasítást adott, hogy foglalják el a Sabine-átjáró elnevezésű konföderációs helyőrséget, mely a Sabine-tavat, a mellette épült Port Arthur kikötőjét és a Natchez és a Sabine-folyók torkolatát védte. A kibontakozó Második Sabine-átjárói ütközetben a flotta megmérkőzött a helyőrség kiváló helyismerettel minden métert pontosan belőtt, csúcsra tréningezett lövegkezelőivel és csúfosan veszített. A kominbált szárazföldi és tengeri művelet négy hajójából és hét csapatszállítójából két hadihajót elveszítettek és a maradéknak sietve vissza kellett térnie New Orleansba.
1864 márciusától májusig Franklin részt vett a balul elsülő Red River hadjáratban. Nathaniel P. Banks vezérőrnagy, a XIX. hadtest élén megpróbálta elfoglalni Texas keleti felét. 1864. április 8-án a Mansfieldi csatában lábsebesülést szerzett a louisianai egészségügyi körülmények között a seb állapota egyre romlott. Franklin a csapatokkal maradást választotta és a Pleasant Hill-i ütközet után, mivel egyre rosszabb állapotba került, felváltották William H. Emory vezérőrnaggyal. 1864 júliusában, egészségügyi eltávozáson lévén hazafelé tartott, de Harry Gilmor őrnagy déli partizánjai elfogták Washington közelében egy vonatrablás során. Franklin másnap sikeresen elmenekült fogvatartóitól. Sebesülése miatt hadsergnél befutott karrierje zátonyra futott, de politikai és parancsnoki melléfogásai is kihatottak rá, hogy többet nem kapott parancsnoki beosztást. Még Ulysses S. Grant altábornagy baráti, volt évfolyamtársi segítségével sem kapott új parancsnokságot semmilyen vezető beosztásban.

## A háború után
A polgárháború befejeződése után Franklin a Connecticut állambeli Hartfordba költözött és a Colt Firearms Manufacturing Company alelnöke lett. 1888-ig töltötte be ezt a pozícióját, miközben más cégek felügyelőbizottságában is végzett munkát, közte a Hartfordi területi biztosítási cég alelnöke is volt. 1872 
és 1880 között Franklin felügyelte a connecticuti állami kapitólium építését.

## Külső hivatkozások
- William Buel Franklin, National Park Service
- Franklin's biography at rootsweb.com
- William Buel Franklin, Civil War Trust